# 奇普拉納區
6°26′33″S 75°48′18″W / 6.4425°S 75.8051°W
奇普拉納區（西班牙語：Distrito de Chipurana），是秘魯的一個區，位於該國中北部聖馬丁大區的聖馬丁省，始建於1944年1月31日，面積500.4平方公里，海拔高度110米，2005年人口1,879，人口密度每平方公里3.8人。